# Pierre Louette
Pour les articles homonymes, voir Louette (homonymie).
Pierre Louette, né le 31 décembre 1962 à Paris, est un haut fonctionnaire français, ancien président-directeur général de l'Agence France-Presse de décembre 2005 à avril 2010. Il est ensuite directeur exécutif, secrétariat général et opérateurs France chez Orange avant de prendre la tête du groupe Les Échos-Le Parisien.

## Biographie

### Origines et formation
Fils d'un professeur de lettres de l'École normale supérieure de Fontenay-Saint-Cloud, Pierre Louette est diplômé de l'Institut d'études politiques de Paris en 1984 et étudie à l'École nationale d'administration. Il est diplômé de l'ENA en 1989, promotion Liberté-Égalité-Fraternité (1989) aux côtés de Jean-François Copé et Nicolas Dupont-Aignan.

### Parcours professionnel
Pierre Louette intègre en 1989 la Cour des comptes et y exerce en tant que magistrat, avant d'être incité par son ami Nicolas Bazire - aujourd'hui directeur du développement de LVMH - à rejoindre le cabinet du premier ministre Édouard Balladur en tant que conseiller audiovisuel (1993-1995). Après avoir rejoint le groupe Havas Advertising de 1996 à 2000, et crée l'agence de communication ConnectWorld, Pierre Louette intègre le fonds d'investissement Europ@web, le pôle Internet du groupe de Bernard Arnault. 
Pierre Louette devient directeur général « gestion » de l'Agence France-Presse en novembre 2003, puis président-directeur général en 2005, succédant à Bertrand Eveno,. Malgré des relations tendues avec les salariés de l'agence durant les derniers mois de son activité, il a selon le journal Le Monde redressé les comptes de l'AFP et a fortement participé à sa modernisation. Le 15 avril 2010, lors de la fin de son mandat, il est remplacé par Emmanuel Hoog.
En 2010, il est appelé par Stéphane Richard pour le rejoindre chez Orange et le seconder en tant que directeur général délégué. Il rejoint le comité exécutif du groupe en tant que secrétaire général.
Depuis le 27 avril 2011, il fait partie des 18 personnalités retenues pour siéger au Conseil national du numérique dont la création a été officialisée par Nicolas Sarkozy et dont la composition et l'indépendance ne font pas l'unanimité.
En 2018, il devient président-directeur général du groupe de presse Les Échos-Le Parisien.
En 2020, il s'occupe des négociations avec Google sur le dossier des droits voisins en tant que président de l'Alliance de la presse d'information générale, qui regroupe les quotidiens nationaux et régionaux, ainsi que la presse hebdomadaire régionale.
Pierre Louette est notoirement hostile à l'obligation d'accorder aux rédactions des garanties de pluralité et de pluralisme, un combat qu’il porte dans le cadre des États généraux de l'information, mais il est obligé de composer avec le droit de veto dont dispose celle des Echos.

## Distinctions
- 2007 : chevalier de la Légion d'honneur[9] ;
- 2016 : officier de l'ordre national du Mérite[10].

## Publications
Auteur
- Pierre Louette, « GAFA : le réveil des États face aux supranationales », L'ENA hors les murs, Paris, no 498,‎ 2020, p. 58 à 59 (ISSN 0762-5421, OCLC 9406524004, lire en ligne , consulté le 16 juin 2022).
- Pierre Louette, Des géants et des hommes : pour en finir avec l'emprise des Gafa sur nos vies, Paris, Robert Laffont, 2021, 314 p., 22 cm (ISBN 2-221-25212-8 et 978-2-221-25212-3, OCLC 1236086128, BNF 46725386, SUDOC 253165989, présentation en ligne).

Préfacier
- Jérôme Wallut (préf. Pierre Louette), Patrons, n'ayez pas peur ! : manuel à l'usage des patrons qui s'interrogent sur l'ubérisation de leur activité, Paris, Cent Mille Milliards, coll. « Essai Entreprise », 2016, 187 p., 19 cm (ISBN 979-10-91601-57-3, OCLC 1033620193, SUDOC 226585026, présentation en ligne).

Directeur
- Lucie Agache, Guy Boyer (dir.) et Pierre Louette (dir.), Le mécénat en France 2018, Paris, Société française de promotion artistique (SFPA) / Les Échos, coll. « Connaissance des arts, hors-série no 839 », 2018, 114 p., 29 cm (ISBN 978-2-7580-0867-5, OCLC 1090537838, SUDOC 234779799, présentation en ligne).
- Annick Colonna-Césari, Jeanne Fouchet-Nahas et Pierre Louette (dir.), Rouge : art et utopie au pays des Soviets (Exposition), Paris, Société française de promotion artistique (SFPA), coll. « Connaissance des arts, hors-série no 848 », 2019, 67 p., 29 cm (ISBN 978-2-7580-0926-9, OCLC 1134669142, SUDOC 252454553, présentation en ligne).
- Lucie Agache, Guy Boyer (dir.) et Pierre Louette (dir.), Le mécénat en France 2019, Paris, Société française de promotion artistique (SFPA) / Les Échos, coll. « Connaissance des arts, hors-série no 890 », 2019, 112 p., 29 cm (ISBN 2-7580-0961-7 et 978-2-7580-0961-0, OCLC 1181778173, SUDOC 248380761, présentation en ligne).
- Pierre Louette (dir.), Soulages au Louvre, Paris, Société française de promotion artistique (SFPA), coll. « Connaissance des arts, hors-série no 891 », 2019, 66 p., 29 cm (ISBN 978-2-758-00955-9, SUDOC 250270374, présentation en ligne).
- Pierre Louette (dir.), Jean Vendome, artiste joaillier, Paris, Société française de promotion artistique (SFPA), coll. « Connaissance des arts, hors-série no 917 », 2020, 52 p., 21 × 28 cm (ISBN 2-758-00986-2 et 978-2-758-00986-3, OCLC 1238090059).
- Lucie Agache, Guy Boyer (dir.) et Pierre Louette (dir.), Le mécénat en France 2021, Paris, Société française de promotion artistique (SFPA) / Les Échos, coll. « Connaissance des arts, hors-série no 957 », 2021, 112 p., 29 cm (ISBN 978-2-7580-1075-3, OCLC 1301491508, SUDOC 261690698).